# Parancistrocerus citropictus
Parancistrocerus citropictus är en stekelart som beskrevs av Giordani Soika 1995. Parancistrocerus citropictus ingår i släktet Parancistrocerus och familjen Eumenidae. Inga underarter finns listade i Catalogue of Life.